# Dunbeg
Dunbeg, schottisch-gälisch: An Dùn Beag, ist eine kleine Ortschaft im Nordwesten der Council Area Argyll and Bute. Sie liegt am Südufer des Meeresarmes Loch Linnhe nahe der Abzweigung von Loch Etive etwa vier Kilometer nordöstlich von Oban und 46 Kilometer südwestlich von Fort William.

## Geschichte
Nahe Dunbeg befindet sich mit dem Dunstaffnage Castle seit dem 13. Jahrhundert eine Burg des Clans MacDougall. Robert the Bruce eroberte das Gemäuer Anfang des 14. Jahrhunderts und es verblieb fortan in Besitz der schottischen Könige. Das heute als Ruine erhaltene Bauwerk ist als Scheduled Monument geschützt. Mit dem zugehörigen Kirchengebäude Dunstaffnage Chapel befindet sich ein zweites Scheduled Monument in Dunbeg. Die Ortschaft entwickelte sich dann ab den 1950er Jahren mit der Ansiedlung des Dunstaffnage Marine Laboratory. Im Jahre 2001 wurden in Dunbeg 730 Einwohner gezählt.